# Богдан Станку
Богдан Станку (рум. Bogdan Stancu, нар. 28 червня 1987, Пітешть) — румунський футболіст.
Виступав, зокрема, за клуби «Стяуа» та «Галатасарай», а також національну збірну Румунії.

## Клубна кар'єра
Народився 28 червня 1987 року в місті Пітешть. Вихованець футбольної школи клубу «Арджеш» з рідного міста .
У дорослому футболі дебютував 2005 року виступами за команду клубу «Арджеш». Другу половину 2005 року провів в оренді в «Дачії» (Міовень) .
У липні 2006 року Станку перейшов в «Унірю» (Урзічень), де, зігравши за два роки в 49 матчах чемпіонату Румунії, відзначився 11 разів. 
Своєю грою привернув увагу представників тренерського штабу клубу «Стяуа», до складу якого приєднався влітку 2008 року. Відіграв за бухарестську команду наступні три сезони своєї ігрової кар'єри. Більшість часу, проведеного у складі «Стяуа», був основним гравцем атакувальної ланки команди. У складі «Стяуа» був одним з головних бомбардирів команди, маючи середню результативність на рівні 0,44 голу за гру першості.
У січні 2011 року уклав контракт з турецьким «Галатасараєм», у складі якого виступав до кінця сезону. Сезон 2011/12 Богдан провів в оренді в клубі «Ордуспор», і після її закінчення підписав з клубом повноцінний контракт.
До складу клубу «Генчлербірлігі» приєднався 25 липня 2013 року. Відтоді встиг відіграти за команду з Анкари 37 матчів в національному чемпіонаті.

## Виступи за збірні
Протягом 2006–2009 років залучався до складу молодіжної збірної Румунії. На молодіжному рівні зіграв у 15 офіційних матчах, забив 5 голів.
11 серпня 2010 року дебютував в офіційних матчах у складі національної збірної Румунії в товариському матчі зі збірною Туреччини (0:2), замінивши на 86 хвилині Даніеля Нікулае. Наразі провів у формі головної команди країни 33 матчі, забивши 8 голів.